# Stella (Nebraska)
Pour les articles homonymes, voir Stella.
Le village américain de Stella est situé dans le comté de Richardson, dans l’État du Nebraska. Sa population s’élevait à 152 habitants lors du recensement de 2010, estimée à 144 habitants en 2017.

## Démographie
| Groupe            | Stella | Nebraska | États-Unis |
| ----------------- | ------ | -------- | ---------- |
| Blancs            | 98,7   | 86,1     | 72,4       |
| Asiatiques        | 0,7    | 1,8      | 4,8        |
| Métis             | 0,7    | 2,2      | 2,9        |
| Autres            | 0      | 9,9      | 19,9       |
| Total             | 100    | 100      | 100        |
|                   |        |          |            |
| Latino-Américains | 0,7    | 9,2      | 16,7       |

Selon l'American Community Survey, pour la période 2011-2015, 98,34 % de la population âgée de plus de 5 ans déclare parler anglais à la maison, alors que 1,66 % déclare parler l'espagnol.

## Source
- (en) Cet article est partiellement ou en totalité issu de l’article de Wikipédia en anglais intitulé « Stella, Nebraska » (voir la liste des auteurs).

1. ↑  (en) « Stella, NE Population - Census 2010 and 2000 », sur censusviewer.com.
2. ↑  (en) « Population of Nebraska - Census 2010 and 2000 », sur censusviewer.com.
3. ↑  (en) « Language spoken at home by ability to speak English for the population 5 years and over », sur factfinder.census.gov.